# Gestikulacija
Gestikulacija predstavlja set gestova, čiji pokreti služe za međuljudsku komunikaciju. Naročito pokreti ruku i glave ili zamenjuju poruku u određenoj formi. Gest je svaka radnja kojom se daje neki vidljivi znak posmatraču. Predstavlja oblik neverbalne komunikacije, koji se koristi umesto ili u kombinaciji sa verbalnom komunikacijom.

## Etimologija
Reč gest uopšteno znači govor koji prati pokret i potiče od latinske reči gestus, što obuhvata gestike glumaca i govornika. Pripada glagolu gerere koji znači ponašati se. Iz korena ove reči preko deminutiva gesticulus (pantomima/mimika) izveden je lat. glagol gesticulari, iz 16. veka reč sugerisati i u 17. veku pozajmljena reč gestikulacija. Gestika i gestikulacija prikazuju mentalne procese i aktuelni su prikaz psihe jedne osobe.

## Ograničenje
Nauka o gestici se otcepila sredinom ’90-ih godina od neverbalnog komunikacionog izražavanja, gde se na gestiku gledalo kao afektivni izraz emocija. Polje istraživanja obuhvata lingvistiku, psihologiju, kognitivnu nauku, semiotike, kao i znakovni jezik.

## Tipologija
Razlikuju se sledeći tipovi gestike:
- Leksikalizovani gestovi: Gestovi koji funkcionišu kao leksema i koji su naučeni, na primer uvredljivi gestovi, trljanje vrhova prstiju kao znak za sredstvo plaćanja.
- Deiktički gestovi: Poznat deiktički gest je pokazivanje prstima — ovaj gest se uči kao jedan od prvih pokreta od ranog detinjstva. Kod odraslih ovaj gest se često koristi kao apstraktno pokazivanje na nepostojeće predmete, mesta ili ideje. Umesto ruke, ostali delovi tela kao i predmeti, koje se drže u rukama, da se koriste.
- Slikoviti gestovi: Kao takvi oni predstavljaju stvarnost u prenesenoj formi — na primer u imitaciji neke akcije, u predstavljanju okvire i veličinu nekog objekta u prostoriji. Ovde gestovi ne moraju nužno biti vezani za konkretan predmet, nego i apstrakcije, na primer pokazivanje teorije za zgradu.
- Metaforički gestovi: Ona predstavlja metaforu; na primer, kada izvodite gest kao da držite nešto u ruci — taj gest u stvari pokazuje ideju. Ili, ako obe ruke prikazuju podelu: Na jednoj strani dobre, a na drugoj loše.
- Ritmički gestovi: Ritmički pokreti koji naglašavaju nešto. Ovakav gest može da se koristi za naglašavanja važnih stvari tokom razgovora, gde višestruko ponavljanje može biti konceptualni ili vodeći princip: na primer, kada roditelj svom detetu objašnjava po hiljaditi put nešto i istovremeno maše rukom kod svake reči.

## Sinhronizacija i koekspresivnost
Dva glavna svojstva gestike su: kao prvo, da prenose značenje; kao drugo, da se pojavljuju u sinhronizaciji sa jezikom. Neurološki posmatrano, gestovi dolaze pre tekstualne koncepcije. Ona se završava sa izgovorenom rečju. Povodom ovoga je Jan Peter de Ruiter sastavio Sketch Model: Njegova hipoteza objašnjava da gestovi imaju olakšavajući efekat na proizvodnju govora. Gestovi i reči često su smatrani i prihvaćeni kao jedinice. Oni ispoljavaju istu ideju. Gesta prati komunikacionu suštinu. Da bi suštinu mogli da razmatramo analitički, gestovi se svrstavaju u tri kategorije:
- Unit, koja predstavlja interval između pauze pokreta ruku odnosno nogu; obuhvata celokupan gest, kao i njenu gradaciju i degradaciju. Sastoji se iz jedne ili više faza gestova.
- Faza, koja opisuje sam gest. Može da se sastoji i do pet gestova.
  - Faze mogu biti ponovo kategorizovane.

### Faze gesta
Pripremna faza priprema glavni gest. Uglavnom prati Prestroke Hold, koji predstavlja najvažniji deo gesta, koji Stroke odlaže, dok odgovarajući lingvistički segment nije spreman za artikulaciju i signalizira istovremeno slušaocu da je upravo ovaj segment bio očekivan. Ruke se nalaze u poziciji u kojoj ostaju dok odgovarajući lingvistički segment ne biva artikulisan. Sledeća faza, Stroke, najvažniji je deo gesta — jer on u stvari prenosi pravi smisao gesta. Sada nadolazi Stroke-Hold-Faza, koja predstavlja čvrstu poziciju a ne pokret. Primer za to je kada neko pokušava da objasni drugi sprat neke zgrade ili kuće, držeći ruku u jednoj ravni dok objašnjava. Sledeća faza je Post-stroke-Hold-Faza, koja se pojavljuje ako je gest sproveden, ali je lingvistički deo još u toku. Na kraju faze ide tzv. Poricanje. Ovde se ruke postavljaju u prvobitan položaj pre početka gesta. Ukoliko sledi još neka faza Poricanje otpada.

## Spoljašnje veze
Mediji vezani za članak Gestikulacija na Vikimedijinoj ostavi